# Угон Ан-24 в Турцию (1982)
Угон Ан-24 в Турцию — угон самолёта Ан-24Б 1-го Краснодарского авиаотряда («Аэрофлот»), произошедший в воскресенье 7 ноября 1982 года.
Авиалайнер выполнял пассажирский рейс из Новороссийска в Одессу, когда вскоре после вылета был захвачен группой из трёх мужчин, потребовавших направиться в Турцию, что было выполнено, и через несколько часов самолёт приземлился на аэродроме близ Синопа. В результате угона был тяжело ранен один из членов экипажа и легко один пассажир. Никто не погиб.

## Самолёт
Ан-24Б с бортовым номером СССР-47786 (заводской — 89901601, серийный — 16-01) был выпущен Улан-Удэнским авиационным заводом 22 апреля 1965 года в пассажирском варианте с пассажировместимостью салона на 50 мест. Лайнер продали Министерству гражданской авиации СССР (выполняло полёты под брендом «Аэрофлот»), которое изначально направило его в Магаданское управление гражданской авиации, но 1 апреля 1974 года передали в 1-й Краснодарский объединённый авиационный отряд Северо-Кавказского управления.

## Экипаж
Экипаж самолёта из 241-го (Краснодарского) лётного отряда состоял из пяти человек:
- командир воздушного судна (КВС) — Геннадий Иосифович Трунин;
- второй пилот — Вячеслав Сериков;
- штурман — Александр Полуместный;
- бортинженер — Николай Бакакин;
- стюардесса — Галина Роменская.

## Хронология событий
В воскресенье 7 ноября 1982 года пассажирский борт 47786 выполнял рейс 1111 по маршруту Краснодар—Новороссийск—Одесса. Около 9 часов утра он вылетел из Краснодара, и спустя полчаса полёта благополучно приземлился в Новороссийске для дозаправки и высадки/посадки пассажиров. В 10:40 самолёт вылетел в Одессу. На борту находились 43 пассажира (из них 36 женщин) и 5 членов экипажа.
Примерно спустя 25 минут после взлёта в салон самолёта с дежурным осмотром вышел бортинженер Бакакин. Он прошёл в хвостовую часть и скрылся за занавеской служебного отсека. Воспользовавшись моментом, угонщики самолёта — родные братья Виталий Шмидт (27 лет) и Борис Шмидт (20 лет), а также их друг  Артур Шуллер (23 года), бросились к двери кабины пилотов. Услышав голос стюардессы Туда нельзя, вернулся в пассажирский салон бортинженер и сделал попытку достать что-то из-за пазухи. Виталий Шмидт, расценив это как попытку достать оружие, нанес несколько проникающих ножевых ранений, следом выстрелил Артур Шуллер из самодельного мелкокалиберного пугача в область лица. Во время потасовки получил лёгкое ножевое ранение руки пассажир — 59-летний судомеханик из Одессы Иван Дмитриевич Средний. Бортинженер сумел, в итоге, несмотря на полученные ранения, добраться и запереться изнутри туалета, где позже потерял сознание. В иностранной прессе встречается информация, что всего в результате захвата воздушного судна ранения получили двое пассажиров, однако по официальной информации никто из пассажиров не пострадал.
Угонщики не смогли проникнуть в кабину пилотов, и, угрожая подрывом судна через симплексное переговорное устройство, вынудили экипаж взять курс на Турцию («бомбой» в чёрном полиэтиленовом пакете, как выяснилось позже, служил радиоприёмник). На перехват авиалайнера было направлено звено МиГ-25, но спустя некоторое время военным пришло указание «сверху» оставить угнанный авиалайнер в покое. Угонщики требовали лететь к Самсуну, однако по метеоусловиям и из-за минимального объёма топлива примерно в 17 часов борт 47786 приземлился на авиабазе НАТО близ Синопа.
После посадки угонщики потребовали убедиться, что это не советская территория. Съездить в «экскурсию» вызвался Борис Шмидт, который спустя 20 минут вернулся и обрадовал сообщников, что они действительно в Турции. Раненых Бакакина и Среднего доставили в больницу, где первый находился без сознания на протяжении 28 часов. Утром 8 ноября на аэродром прибыли советские представители, которые уверили экипаж, что им не будут предъявлять никаких обвинений. Вечером того же дня, по настоянию советской стороны, обоих раненых доставили обратно к Ан-24, после чего борт 47786 покинул Синоп и через несколько часов приземлился в Одессе. В ночь на 10 ноября уже под управлением другого экипажа Ан-24 выполнил перелёт на аэродром приписки — Пашковский.

## Последствия

### Угонщики
Всего угонщиков было трое: родные братья Виталий Шмидт (27 лет) и Борис Шмидт (20 лет), а также их друг Артур Шуллер (23 года). Все трое были жителями Абинска (Краснодарский край), где Виталий работал электриком, а Борис и Артур — шофёрами. Являясь этническими немцами, с 1978 по 1982 год они пробовали легально эмигрировать из СССР в ФРГ, подавая по два заявления в год (разрешено было подавать всего два заявления в год) в ОВИР для разрешения на выезд из страны, но каждый раз получали отказ без объяснения причины. Наконец в местном отделении ОВИРа на вопрос, почему столько лет они не могут получить разрешение на выезд, им посоветовали обратиться в центральное отделение в Краснодаре, потому что именно там принимают решения. Обратившись в центральное отделение ОВИРа в Краснодаре к подполковнику Михайлову, они получили ответ: «Вы никогда отсюда не уедете. Работайте и оправдайте наше доверие». Отчаявшись, они решили угнать самолёт и направиться на нём в Турцию. Для подготовки к угону они несколько раз летали пассажирскими рейсами вдоль черноморского побережья.
Турецкие власти приняли решение, что судить угонщиков будет турецкий суд, перед которым братья Шмидты и Шуллер предстали летом 1983 года. Согласно турецким законам, за угон самолёта братьям грозило от 5 до 15 лет тюрьмы, однако по неопределённой причине оружие (ножи и пистолет) в уголовном деле не фигурировало, а поэтому угонщикам предъявили только обвинение в нелегальном проникновении на территорию страны. В Советском Союзе рассматривали вариант отправить в Турцию бортинженера Бакакина, который мог выступить на суде как потерпевший, чтобы доказать вину братьев, но от этой идеи в итоге отказались. По некоторым данным, Шмидты и Шуллер получили по 9 лет тюрьмы, но в ноябре 1985 года все три брата получили гражданство ФРГ, а уже в апреле 1986 года их досрочно освободили, после чего бывшие угонщики перебрались в Западную Германию и поселились в городе Пфорцхайм. 2 февраля 1989 года Виталий Шмидт направил в советское посольство письмо, в котором написал, что раскаивается за нападение с ножом на людей.

### Экипаж
В том же месяце в Ростове-на-Дону было проведено собрание, на котором резкой критике подверглись действия экипажа, который испортил праздник Октябрьской революции тем, что повиновался угонщикам, вместо того, чтобы любой ценой не допустить пересечения государственной границы. Бортинженеру в вину ставили то, что он вышел в салон без пистолета, а затем не смог справиться с двумя вооружёнными преступниками. Стюардессу Роменскую обвинили в том, что по селективной связи она крикнула командиру про угонщиков, не назвав при этом их число, а также не стала оказывать сопротивления и не уточняла, что на самом деле был за предмет в пакете, который угонщики выдавали за бомбу. В итоге командир Трунин и бортинженер Бакакин получили по строгому выговору, а остальные члены экипажа — по простому, с лишением премии; позже командир Краснодарского объединённого авиаотряда Николай Алексеевич Мостовой выплатил экипажу отнятые премии.

### Самолёт
Борт СССР-47786 был передан в Махачкалинский объединённый авиаотряд в обмен на другой Ан-24. 10 апреля 1987 года его передали в Якутское управление гражданской авиации, а с 1993 года борт RA-47786 летал в авиакомпании «Полярные авиалинии», пока 29 октября 2004 года не был списан «по износу». На 2015 год находился на хранении в аэропорту Нюрба.